# Liste der Kulturdenkmale in Zella-Mehlis
Die Liste der Kulturdenkmale in Zella-Mehlis umfasst die als Ensembles, Straßenzüge und Einzeldenkmale erfassten Kulturdenkmale in der thüringischen Stadt Zella-Mehlis und ihren angeschlossenen Ortsteilen.
Die Angaben in der Liste ersetzen nicht die rechtsverbindliche Auskunft der zuständigen Denkmalschutzbehörde.

## Legende
- Bild: zeigt ein Bild des Kulturdenkmals und gegebenenfalls einen Link zu weiteren Fotos des Kulturdenkmals im Medienarchiv Wikimedia Commons
- Bezeichnung: Name, Bezeichnung oder die Art des Kulturdenkmals
- Lage: Wenn vorhanden Straßenname und Hausnummer des Kulturdenkmals; Grundsortierung der Liste erfolgt nach dieser Adresse. Der Link Karte führt zu verschiedenen Kartendarstellungen und nennt die Koordinaten des Kulturdenkmals.
 Kartenansicht, um Koordinaten zu setzen – in dieser Kartenansicht sind Kulturdenkmale ohne Koordinaten mit einem roten bzw. orangen Marker dargestellt und können in der Karte gesetzt werden. Kulturdenkmale ohne Bild sind mit einem blauen bzw. roten Marker gekennzeichnet, Kulturdenkmale mit Bild mit einem grünen bzw. orangen Marker.
- Datierung: gibt das Jahr der Fertigstellung beziehungsweise das Datum der Erstnennung oder den Zeitraum der Errichtung an
- Beschreibung: bauliche und geschichtliche Einzelheiten des Kulturdenkmals, vorzugsweise die Denkmaleigenschaften
- ID: Die ID identifiziert das Kulturdenkmal eindeutig. In Thüringen sind aktuell keine IDs veröffentlicht. In der ID-Spalte kann sich auch folgendes Icon  befinden, dies führt zu Angaben zu diesem Kulturdenkmal bei Wikidata.

## Ensembles
| Bild | Bezeichnung                                            | Lage | Datierung | Beschreibung | ID |
| --- | ------------------------------------------------------ | --- | --------- | ------------ | -- |
| [[Vorlage:Bilderwunsch/code!/O:!/C:50.643191,10.593738!/D:Adolf-Wener-Straße 2, 4; Albrechtser Straße (ehem. Suhler Straße) 1-3, 5-10, 12-32; Am Wasser 1, 2, 2a, 3, 3a, 4, 5a, 6-12, 12a, 12b, 14-19; Amtsrichtergasse 1, 2; Bäckergasse 1-4, 6, 7, 10-19, 21; Benshäuser Straße (ehem. Hauptstraße) 13, 15-18, 18a, 19-25, 25a, 26-35, 37-49, 49a, 50-57, 57a, 58-62, 64, 66, 68; Dietzhäuser Straße 1-10, 10a; Fingergasse 1-7, 9, 11; Froschmarkt 1, 3-22, 24, 26, 27, 29, 31; Grumbach 3, 4, 4a, 4b, 4c, 4d, 5, 7, 9, 11, 13, 15, 17, 19, 21, 23, 25; Markt 1-5, 5a, 6, 7; Mühlgasse 1, 2, 2a, 4, 4a, 6, 7, 7a, 8-10; Paßberg 1, 3, 5, 7, 7a, 7b, 7c, 9, 11; Pestalozzistraße 8; Reitgasse 1; Sandtal 1, 2, 2a; Schwarzaer Straße (ehem. Meininger Straße) 1-16, 18, 20; Ziegenplan 1, 3-5, Bauliche Gesamtanlage Historischer Ortskern Benshausen!/\|BW]] | Bauliche Gesamtanlage Historischer Ortskern Benshausen | Bernshausen, Adolf-Wener-Straße 2, 4; Albrechtser Straße (ehem. Suhler Straße) 1-3, 5-10, 12-32; Am Wasser 1, 2, 2a, 3, 3a, 4, 5a, 6-12, 12a, 12b, 14-19; Amtsrichtergasse 1, 2; Bäckergasse 1-4, 6, 7, 10-19, 21; Benshäuser Straße (ehem. Hauptstraße) 13, 15-18, 18a, 19-25, 25a, 26-35, 37-49, 49a, 50-57, 57a, 58-62, 64, 66, 68; Dietzhäuser Straße 1-10, 10a; Fingergasse 1-7, 9, 11; Froschmarkt 1, 3-22, 24, 26, 27, 29, 31; Grumbach 3, 4, 4a, 4b, 4c, 4d, 5, 7, 9, 11, 13, 15, 17, 19, 21, 23, 25; Markt 1-5, 5a, 6, 7; Mühlgasse 1, 2, 2a, 4, 4a, 6, 7, 7a, 8-10; Paßberg 1, 3, 5, 7, 7a, 7b, 7c, 9, 11; Pestalozzistraße 8; Reitgasse 1; Sandtal 1, 2, 2a; Schwarzaer Straße (ehem. Meininger Straße) 1-16, 18, 20; Ziegenplan 1, 3-5 (Karte) |           |              |    |
| BW | Martinschule                                           | Benshausen, Markt 5 & 5A (Karte) |           |              |    |
| BW | Industrieanlage                                        | Otto-Keiner-Straße 1 (Karte) |           |              |    |
| BW | Kennzeichnendes Ortsbild Ortskern Ebertshausen         | Ebertshausen, Milbach 50, 55, 56, 59; Ebertshäuser Hauptstraße 22, 24, 25, 27 (Karte) |           |              |    |
| [[Vorlage:Bilderwunsch/code!/O:!/C:50.661044,10.651212!/D:Eisenberg 8-14; Eisenberg 8, 12, 14; Hauptstraße 1, 2, 3, 5, 6, 7, 8, 10, 11; Hugo-Jacobi-Straße 2, 4, 6, 8, 10, 16; Kaffenberg 29, 31, 33, 35; Louis-Anschütz-Straße 1, 2, 3, 4, 5, 6, 7, 8, 9, 11, 13, 14, 15, 16, 17, 19, 20, 21, 23, 24, 25, 27, 28, 29, 30, 31, 32, 33, 34, 35, 37, 39, 41; Mühlstraße 2, 5, 6, 7, 9, 10, 12, 13, 15, 24; Peter-Haseney-Straße 1, 3, 4, 6, 8, 11, 13, 17; Schönauer Straße 1, 1a, 2, 3, 4, 7, 9, 11, 12, 13, 14, 15, 16, 18, Bauliche Gesamtanlage Historischer Ortskern Mehlis!/\|BW]] | Bauliche Gesamtanlage Historischer Ortskern Mehlis     | Zella-Mehlis, Eisenberg 8-14; Eisenberg 8, 12, 14; Hauptstraße 1, 2, 3, 5, 6, 7, 8, 10, 11; Hugo-Jacobi-Straße 2, 4, 6, 8, 10, 16; Kaffenberg 29, 31, 33, 35; Louis-Anschütz-Straße 1, 2, 3, 4, 5, 6, 7, 8, 9, 11, 13, 14, 15, 16, 17, 19, 20, 21, 23, 24, 25, 27, 28, 29, 30, 31, 32, 33, 34, 35, 37, 39, 41; Mühlstraße 2, 5, 6, 7, 9, 10, 12, 13, 15, 24; Peter-Haseney-Straße 1, 3, 4, 6, 8, 11, 13, 17; Schönauer Straße 1, 1a, 2, 3, 4, 7, 9, 11, 12, 13, 14, 15, 16, 18 (Karte) |           |              |    |
| BW | Bauliche Gesamtanlage Forstarbeitersiedlung            | Zella-Mehlis, Fichtenweg 1, 2, 3, 4; Sternbergstraße 10, 12, 14, 16 (Karte) |           |              |    |
| Fotos hochladen | Kennzeichnendes Historisches Ortsbild Zella            | Zella-Mehlis, Hauptstraße 83, 85, 87, 89, 91, 93, 95, 99, 101, 103, 128; Kirchstraße 4, 9, 10 (Karte) |           |              |    |
| BW | Villenbebauung                                         | Hammerrödchen 8, 10, 13, 14, 15, 16 (Karte) |           |              |    |
| BW | Wohnhaus mit Garten, Wirtschaftsgebäude und Brunnen    | Kleintiegel 22, 24a, 36 (Karte) |           |              |    |
| BW | Kennzeichnendes Straßenbild Rathausstraße              | Rathausstraße (Karte) |           |              |    |

## Einzeldenkmale nach Gemarkungen

### Benshausen
| Bild                                    | Bezeichnung                                      | Lage                                                                    | Datierung | Beschreibung                                                           | ID |
| --------------------------------------- | ------------------------------------------------ | ----------------------------------------------------------------------- | --------- | ---------------------------------------------------------------------- | -- |
| BW                                      | Wohnhaus                                         | Benshausen, Albrechtser Straße 14 (Karte)                               |           |                                                                        |    |
| BW                                      | Wohnhaus mit Anbau                               | Benshausen, Albrechtser Straße 18 (Karte)                               |           |                                                                        |    |
| BW                                      | Wohnhaus                                         | Benshausen, Albrechtser Straße 19 (Karte)                               |           |                                                                        |    |
| BW                                      | Wohnhaus, ehemals Weinhändlerhof                 | Benshausen, Albrechtser Straße 22 (Karte)                               |           |                                                                        |    |
| BW                                      | Wohnhaus, sogenanntes Heumannhaus                | Benshausen, Albrechtser Straße 27; Mückental (Karte)                    |           |                                                                        |    |
| BW                                      | Amtsrichterhaus                                  | Amtsrichtergasse 1 (Karte)                                              |           | Wohnhaus                                                               |    |
| BW                                      | Wohnhaus                                         | Bäckergasse 21 (Karte)                                                  |           |                                                                        |    |
| BW                                      | Gehöft                                           | Benshausen, Benshäuser Straße 20 (Karte)                                |           |                                                                        |    |
| BW                                      | Posthalterei                                     | Benshausen, Benshäuser Straße 28 (Karte)                                |           |                                                                        |    |
| BW                                      | Wohn- und Geschäftshaus                          | Benshausen, Benshäuser Straße 30 (Karte)                                |           |                                                                        |    |
| BW                                      | Wohnhaus                                         | Benshausen, Benshäuser Straße 31 (Karte)                                |           |                                                                        |    |
| Direkt Bild zu diesem Denkmal hochladen | Nebengebäude                                     | Benshausen, Benshäuser Straße 31                                        |           |                                                                        |    |
| BW                                      | Gehöft                                           | Benshausen, Benshäuser Straße 38 (Karte)                                |           |                                                                        |    |
| BW                                      | Gehöft                                           | Benshausen, Benshäuser Straße 40 (Karte)                                |           |                                                                        |    |
| BW                                      | Wohnhaus                                         | Benshausen, Benshäuser Straße 41 (Karte)                                |           |                                                                        |    |
| Direkt Bild zu diesem Denkmal hochladen | Hofgebäude                                       | Benshausen, Benshäuser Straße 41                                        |           |                                                                        |    |
| Direkt Bild zu diesem Denkmal hochladen | Wohnhaus                                         | Benshausen, Benshäuser Straße 44                                        |           |                                                                        |    |
| BW                                      | Gehöft                                           | Benshausen, Benshäuser Straße 47 (Karte)                                |           |                                                                        |    |
| BW                                      | Gehöft                                           | Benshausen, Benshäuser Straße 49 (Karte)                                |           |                                                                        |    |
| BW                                      | Wohn- und Geschäftshaus                          | Benshausen, Benshäuser Straße 50 (Karte)                                |           |                                                                        |    |
| Direkt Bild zu diesem Denkmal hochladen | Nebengebäude                                     | Benshausen, Benshäuser Straße 50                                        |           |                                                                        |    |
| BW                                      | Gehöft                                           | Benshausen, Benshäuser Straße 51 (Karte)                                |           |                                                                        |    |
| BW                                      | Wohn- und Geschäftshaus                          | Benshausen, Benshäuser Straße 55 (Karte)                                |           |                                                                        |    |
| Direkt Bild zu diesem Denkmal hochladen | Hofgebäude                                       | Benshausen, Benshäuser Straße 55                                        |           |                                                                        |    |
| BW                                      | Wohnhaus                                         | Benshausen, Benshäuser Straße 62 (Karte)                                |           |                                                                        |    |
| BW                                      | Wohnhaus                                         | Benshausen, Benshäuser Straße 64 (Karte)                                |           |                                                                        |    |
| Direkt Bild zu diesem Denkmal hochladen | Wirtschaftsgebäude                               | Benshausen, Benshäuser Straße 64                                        |           |                                                                        |    |
| BW                                      | Baderhaus                                        | Benshausen, Benshäuser Straße 66 (Karte)                                |           |                                                                        |    |
| BW                                      | Relief / Kreuzigungsgruppe                       | Benshäuser Straße o.Nr. (Karte)                                         |           | an der Straße vor der Bäckerei Schüppler                               |    |
| BW                                      | Schmiede                                         | Grumbach 3 (Karte)                                                      |           |                                                                        |    |
| BW                                      | Fuchsenhof                                       | Grumbach 4a-d (Karte)                                                   |           | Gehöft                                                                 |    |
| Direkt Bild zu diesem Denkmal hochladen | Wohnhaus                                         | Karl-Marx-Straße 55                                                     |           |                                                                        |    |
| Fotos hochladen                         | Gasthof „Zum Goldenen Hirsch“                    | Markt 1 (Karte)                                                         |           |                                                                        |    |
| weitere Bilder Fotos hochladen          | Evangelische Dorfkirche                          | Markt 3 (Karte)                                                         |           | Kirche samt künstlerischer Ausstattung, Kirchhof und hist. Grabkreuzen |    |
| BW                                      | Wohnhaus                                         | Markt 6 (Karte)                                                         |           |                                                                        |    |
| weitere Bilder Fotos hochladen          | Gehöft                                           | Markt 7 (Karte)                                                         |           |                                                                        |    |
| Direkt Bild zu diesem Denkmal hochladen | Mittelmühle                                      | Mühlgasse                                                               |           | Mühle mit Ausstattung, Mühlkanal und Nebengebäude                      |    |
| BW                                      | Papiermühle                                      | Papiermühle 1 (Karte)                                                   |           | Mühle                                                                  |    |
| BW                                      | Gehöft                                           | Paßberg 7 (Karte)                                                       |           | Hofanlage                                                              |    |
| BW                                      | Gedenkstätte                                     | Pestalozzistraße (Karte)                                                |           | Gedenkstätte für Fritz und Otto Keiner                                 |    |
| BW                                      | Wohnhaus und Hof                                 | Sandtal 1 (Karte)                                                       |           |                                                                        |    |
| Direkt Bild zu diesem Denkmal hochladen | Gedenkstätte für Fritz Keiner und Otto Keiner    | Benshausen, Schulstraße 9a                                              |           |                                                                        |    |
| BW                                      | Wohnhaus                                         | Schwarzaer Straße 4 (Karte)                                             |           |                                                                        |    |
| BW                                      | Handwerkerhaus                                   | Schwarzaer Straße 6 (Karte)                                             |           | Handwerkerhaus samt Werkstatt                                          |    |
| BW                                      | Gasthof „Deutscher Hof“                          | Schwarzaer Straße 13 (Karte)                                            |           |                                                                        |    |
| BW                                      | Wohnhaus                                         | Schwarzaer Straße 18 (Karte)                                            |           |                                                                        |    |
| BW                                      | Galgenstein                                      | Ziegenplan (Karte)                                                      |           | Gedenkstein                                                            |    |
| BW                                      | Denkmal für die Gefallenen des Krieges 1870/1871 | Ecke Benshäuser Straße/Schwarzaer Straße, Flur 7, Flurstück 217 (Karte) |           |                                                                        |    |
| BW                                      | Weinhändlerfriedhof                              | vom Markt aus gesehen hinter der Thomaskirche (Karte)                   |           |                                                                        |    |

### Ebertshausen
| Bild                           | Bezeichnung                      | Lage                                | Datierung | Beschreibung                                                                                      | ID |
| ------------------------------ | -------------------------------- | ----------------------------------- | --------- | ------------------------------------------------------------------------------------------------- | -- |
| weitere Bilder Fotos hochladen | Evangelische Kirche              | Ebertshäuser Hauptstraße (Karte)    |           | Kirche samt künstlerischer Ausstattung, Kirchhof, hist. Grabkreuz und Kirchhofmauer               |    |
| BW                             | Brücke                           | Ebertshäuser Hauptstraße (Karte)    |           |                                                                                                   |    |
| BW                             | Gasthof „Zum Schwarzen Zigeuner“ | Ebertshäuser Hauptstraße 18 (Karte) |           |                                                                                                   |    |
| BW                             | Weinhändlergehöft                | Ebertshäuser Hauptstraße 25 (Karte) |           | Weinhändlergehöft samt Umfriedung, auch Bestandteil des Denkmalsensembles „Historischer Ortskern“ |    |

### Zella-Mehlis
| Bild                                    | Bezeichnung                                  | Lage                                        | Datierung | Beschreibung | ID |
| --------------------------------------- | -------------------------------------------- | ------------------------------------------- | --------- | --- | -- |
| BW                                      | Grabmal                                      | Am Sommerbachskopf (Karte)                  |           | Monumentale Grabanlage auf dem 931 m hohen Sommerbachskopf von Kommerzienrat Oskar Will, Eigentümer des Venuswaffenwerkes, in Gedenken an seine im 1. Weltkrieg gefallenen Söhne Hugo Will 1914 bei Metz und Fritz Will 1914 bei Lodz. |    |
| BW                                      | Amtshaus                                     | Amtsstraße 7 (Karte)                        |           | |    |
| BW                                      | Jahnstein                                    | Am Rechberg (Karte)                         |           | Gedenkstein |    |
| BW                                      | Beschussanstalt                              | Anspelstraße 25 (Karte)                     |           | Flurstück 1720 / 3 |    |
| BW                                      | Villa                                        | Bahnhofstraße 24 (Karte)                    |           | |    |
| BW                                      | Villa „Fritz Walter“                         | Bergstraße 11 (Karte)                       |           | Fabrikantenvilla mit Ausstattung und Park |    |
| BW                                      | Ehrhardt-Villa                               | Blechhammer 3 (Karte)                       |           | Villa mit Garten |    |
| BW                                      | Pfarrhaus                                    | Forstgasse 2 (Karte)                        |           | |    |
| BW                                      | Luther-Schule                                | Forstgasse 4 (Karte)                        |           | Sandsteinportal der Luther-Schule |    |
| BW                                      | Waldfriedhof                                 | Friedebergstraße 60 (Karte)                 |           | |    |
| BW                                      | Ehrenfriedhof (sowjetisch)                   | Friedhof Zella (Karte)                      |           | |    |
| Direkt Bild zu diesem Denkmal hochladen | Gedenktafel                                  | Zella-Mehlis, Friedhof Zella                |           | |    |
| Fotos hochladen                         | Reissmansche Grabstätte                      | Friedhof Zella (Karte)                      |           | |    |
| BW                                      | Villa „Barthelmes“                           | Geigengasse 14 (Karte)                      |           | Villa samt Innenausstattung, Garten und Grabstätte |    |
| BW                                      | Pferdestall mit Garten                       | Geigengasse 14a (Karte)                     |           | Pferdestall samt Garten, Umfriedung und Pfostentor |    |
| BW                                      | Werkstatt mit Ausstattung                    | Hammerrödchen 1 (Karte)                     |           | |    |
| BW                                      | Villa                                        | Hammerrödchen 8 (Karte)                     |           | Villa samt Innenausstattung, Garten und Umfriedung |    |
| BW                                      | Villa                                        | Hammerrödchen 10 (Karte)                    |           | Villa samt Innenausstattung, Garten und Umfriedung |    |
| BW                                      | Villa                                        | Hammerrödchen 15 (Karte)                    |           | Villa mit Garten und Umfriedung |    |
| weitere Bilder Fotos hochladen          | Evangelisch-lutherische Kirche St. Magdalena | Mehlis, Hauptstraße 5 (Karte)               |           | Stadtpfarrkirche mit Ausstattung |    |
| BW                                      | Wohnhaus                                     | Hauptstraße 35 (Karte)                      |           | |    |
| BW                                      | Villa                                        | Hauptstraße 49 (Karte)                      |           | |    |
| BW                                      | Villa                                        | Hauptstraße 55 (Karte)                      |           | ehem. Fabrikantenvilla (jetzt ev. Kindergarten) |    |
| BW                                      | Sparkasse                                    | Hauptstraße 59c (Karte)                     |           | |    |
| Fotos hochladen                         | Ehemalige Sparkasse                          | Hauptstraße 76 (Karte)                      |           | Ehemalige Sparkasse mit Ausstattung |    |
| weitere Bilder Fotos hochladen          | Evangelische Kirche St. Blasius              | Zella, Hauptstraße 130 (Karte)              |           | Kirche samt künstlerischer Ausstattung und Kirchhof |    |
| BW                                      | Mehrzweckgebäude                             | Hauptstraße 132 (Karte)                     |           | |    |
| BW                                      | Pfarrhaus                                    | Heinrich-Ehrhardt-Straße 9 (Karte)          |           | |    |
| BW                                      | Heinrich-Ehrhardt-Haus                       | Heinrich-Ehrhardt-Straße 18 (Karte)         |           | Wohnhaus |    |
| BW                                      | Wohnhaus                                     | Hintergasse 1 (Karte)                       |           | Wohnhaus samt Innenausstattung |    |
| Fotos hochladen                         | Wohnhaus samt Innenausstattung               | Hugo-Jacobi-Straße 6, 8 (Karte)             |           | auch Bestandteil des Denkmalsensembles „Hugo-Jacobi-Straße“ |    |
| Direkt Bild zu diesem Denkmal hochladen | Gedenktafel                                  | Zella-Mehlis, Insel 7                       |           | |    |
| BW                                      | Wohnhaus                                     | Katzenbuckel 1 (Karte)                      |           | |    |
| BW                                      | Villa „Jopp“                                 | Kuhstirn 3 (Karte)                          |           | Villa mit Ausstattung, Nebengebäude und Einfriedung |    |
| BW                                      | Wohn- und Geschäftshaus                      | Lämmermannstraße 2 (Karte)                  |           | Wohn- und Geschäftshaus samt Innenausstattung |    |
| weitere Bilder Fotos hochladen          | Gefallenendenkmal                            | Lerchenberg (Karte)                         |           | Ehrenmal für die Gefallenen des Ersten Weltkrieges |    |
| BW                                      | Wohnhaus                                     | Lerchenberg 10 (Karte)                      |           | Wohnhaus mit Park, Umfriedung und Grabstätte |    |
| Fotos hochladen                         | Denkmalsensemble „Louis-Anschütz-Straße“     | Louis-Anschütz-Straße (Karte)               |           | bestehend aus Louis-Anschütz-Straße 1, 2, 3, 4, 5, 6, 7, 8, 9, 11, 13, 14, 15, 16, 17, 19, 20, 21, 23, 24, 25, 27, 28, 29, 30, 31, 32, 33, 34, 35, 37, 39, 41                                                                          |    |
| Fotos hochladen                         | Hotel „Stadt Wien“                           | Louis-Anschütz-Straße 2 (Karte)             |           | auch Bestandteil des Denkmalsensembles „Louis-Anschütz-Straße“ |    |
| BW                                      | Wohnhaus                                     | Louis-Anschütz-Straße 9 (Karte)             |           | auch Bestandteil des Denkmalsensembles „Louis-Anschütz-Straße“ |    |
| Fotos hochladen                         | Wohnhaus                                     | Louis-Anschütz-Straße 28 (Karte)            |           | auch Bestandteil des Denkmalsensembles „Louis-Anschütz-Straße“ |    |
| Fotos hochladen                         | Gesenkschmiede Lubenbachtal                  | Lubenbach 4 (Karte)                         |           | Schmiede mit techn. Ausstattung |    |
| BW                                      | Ehemaliges Verwaltungsgebäude                | Meininger Straße 42 (Karte)                 |           | |    |
| BW                                      | Wohnhaus                                     | Mühlstraße 6 (Karte)                        |           | auch Bestandteil des Denkmalsensembles „Mühlstraße“ |    |
| BW                                      | Alter Bierkeller                             | Peter-Haseney-Straße 6 (Karte)              |           | Stollen im Eisenberg, auch Bestandteil und Denkmalsensemble „Peter-Haseney-Straße“ |    |
| BW                                      | Wohnhaus                                     | Peter-Haseney-Straße 17 (Karte)             |           | auch Bestandteil und Denkmalsensemble „Peter-Haseney-Straße“ |    |
| BW                                      | Wohnhaus                                     | Peter-Haseney-Straße 26 (Karte)             |           | |    |
| BW                                      | Fabrikanlage                                 | Peter-Haseney-Straße 42 (Karte)             |           | Fabrikanlage mit Fabrikantenvilla, Innenausstattung und Garten |    |
| BW                                      | Wohnhaus                                     | Peter-Haseney-Straße 44 (Karte)             |           | Wohnhaus |    |
| BW                                      | Wohnhaus mit Ausstattung                     | Peter-Haseney-Straße 46 (Karte)             |           | |    |
| weitere Bilder Fotos hochladen          | Postamt                                      | Rathausplatz 2 (Karte)                      |           | Postamt mit Ausstattung |    |
| weitere Bilder Fotos hochladen          | Rathaus                                      | Rathausplatz 4 (Karte)                      |           | Rathaus mit Ausstattung und Treppenanlage |    |
| BW                                      | Wohnhaus                                     | Rathausplatz 10 (Karte)                     |           | Wohnhaus samt Ausstattung und Einfriedung |    |
| Fotos hochladen                         | Villa                                        | Regenbergstraße 24 (Karte)                  |           | |    |
| BW                                      | Wohnhaus                                     | Schönauer Straße 16 (Karte)                 |           | auch Bestandteil des Denkmalsensembles „Schönauer Straße“ |    |
| BW                                      | Wohn- und Geschäftshaus                      | Schulgasse 8, 10, Forstgasse 11, 13 (Karte) |           | |    |
| Direkt Bild zu diesem Denkmal hochladen | Gedenktafel Bewaffnung gegen Kapp-Putsch     | Zella-Mehlis, Straße der Märzkämpfer 8      |           | |    |
| BW                                      | Tunnel                                       | Suhler Straße (Karte)                       |           | |    |
| BW                                      | Bahnhof                                      | Suhler Straße 2 (Karte)                     |           | |    |
| Fotos hochladen                         | Gedenkstein und Grünanlage                   | gegenüber St.-Blasii-Kirche (Karte)         |           | Buddeus-Gedenkstein |    |
| Direkt Bild zu diesem Denkmal hochladen | Brunnen                                      | Zella-Mehlis, Stadtgebiet                   |           | |    |
| Direkt Bild zu diesem Denkmal hochladen | Gedenktafel / Gedenktafel Ernst Thälmann     | Zella-Mehlis, Jugendwohnheim 'Max Reimann'  |           | |    |
| Direkt Bild zu diesem Denkmal hochladen | Grenzstein(e) / Preußen/Sachsen              | Zella-Mehlis                                |           | |    |
| Direkt Bild zu diesem Denkmal hochladen | Gedenkstein                                  | Zella-Mehlis, H.-Heine-Straße               |           | |    |
| Direkt Bild zu diesem Denkmal hochladen | Gedenktafel                                  | Zella-Mehlis, HOG 'Stadt Wien'              |           | |    |
| Direkt Bild zu diesem Denkmal hochladen | Grenzstein(e)                                | Zella-Mehlis, bei den Wills-Gräbern         |           | |    |
| Direkt Bild zu diesem Denkmal hochladen | Gefallenendenkmal / Wills-Gräber             | Zella-Mehlis, Forstort Farmenfleck          |           | |    |
| Direkt Bild zu diesem Denkmal hochladen | Meßstein                                     | Zella-Mehlis, bei den Wills-Gräbern         |           | |    |
| Direkt Bild zu diesem Denkmal hochladen | Grenzstein(e) / Sachsen/Hessen               | Zella-Mehlis                                |           | |    |

## Ehemalige Kulturdenkmale
| Bild                                    | Bezeichnung                             | Lage                                       | Datierung | Beschreibung                                                                    | ID |
| --------------------------------------- | --------------------------------------- | ------------------------------------------ | --------- | ------------------------------------------------------------------------------- | -- |
| BW                                      | Wohnhaus                                | Bäckergasse 15 (Karte)                     |           |                                                                                 |    |
| BW                                      | Denkmalsensemble „Hauptstraße“          | Hauptstraße 1–11 (Karte)                   |           |                                                                                 |    |
| Direkt Bild zu diesem Denkmal hochladen | Straßenzeile                            | Zella-Mehlis, Kaffeeberg 29, 31, 33, 35    |           | Häusergruppe                                                                    |    |
| Fotos hochladen                         | Straßenzeile                            | Zella-Mehlis, Kirchstraße 4, 8, 10 (Karte) |           | Häusergruppe                                                                    |    |
| BW                                      | Denkmalsensemble „Mühlstraße“           | Mühlstraße (Karte)                         |           | bestehend aus Mühlstraße 2, 5, 6, 7, 9, 10, 12, 13, 15, 24                      |    |
| BW                                      | Denkmalsensemble „Peter-Haseney-Straße“ | Peter-Haseney-Straße (Karte)               |           | bestehend aus Peter-Haseney-Straße 1, 3, 4, 6, 8, 11, 13, 17                    |    |
| BW                                      | Denkmalsensemble „Schönauer Straße“     | Schönauer Straße (Karte)                   |           | bestehend aus Schönauer Straße 1, 1a, 2, 3, 4, 7, 9, 11, 12, 13, 14, 15, 16, 18 |    |